# Crypta Neapolitana
(Johann Wolfgang von Goethe)
La Crypta Neapolitana (o Grotta di Posillipo o Grotta di Virgilio) è una galleria lunga circa 711 metri scavata nel tufo della collina di Posillipo, tra Mergellina (salita della Grotta) e Fuorigrotta (via della Grotta Vecchia), a Napoli. Non deve essere confusa con la grotta di Seiano, altra galleria romana che attraversa ancora la collina Posillipo alla sua estrema propaggine.
L'ingresso principale della grotta si trova lato Mergellina, ubicato all'interno del parco Vergiliano a Piedigrotta di Napoli, che conserva tra l'altro anche la tomba di Giacomo Leopardi e quella presunta di Virgilio.

## Tra storia e leggenda

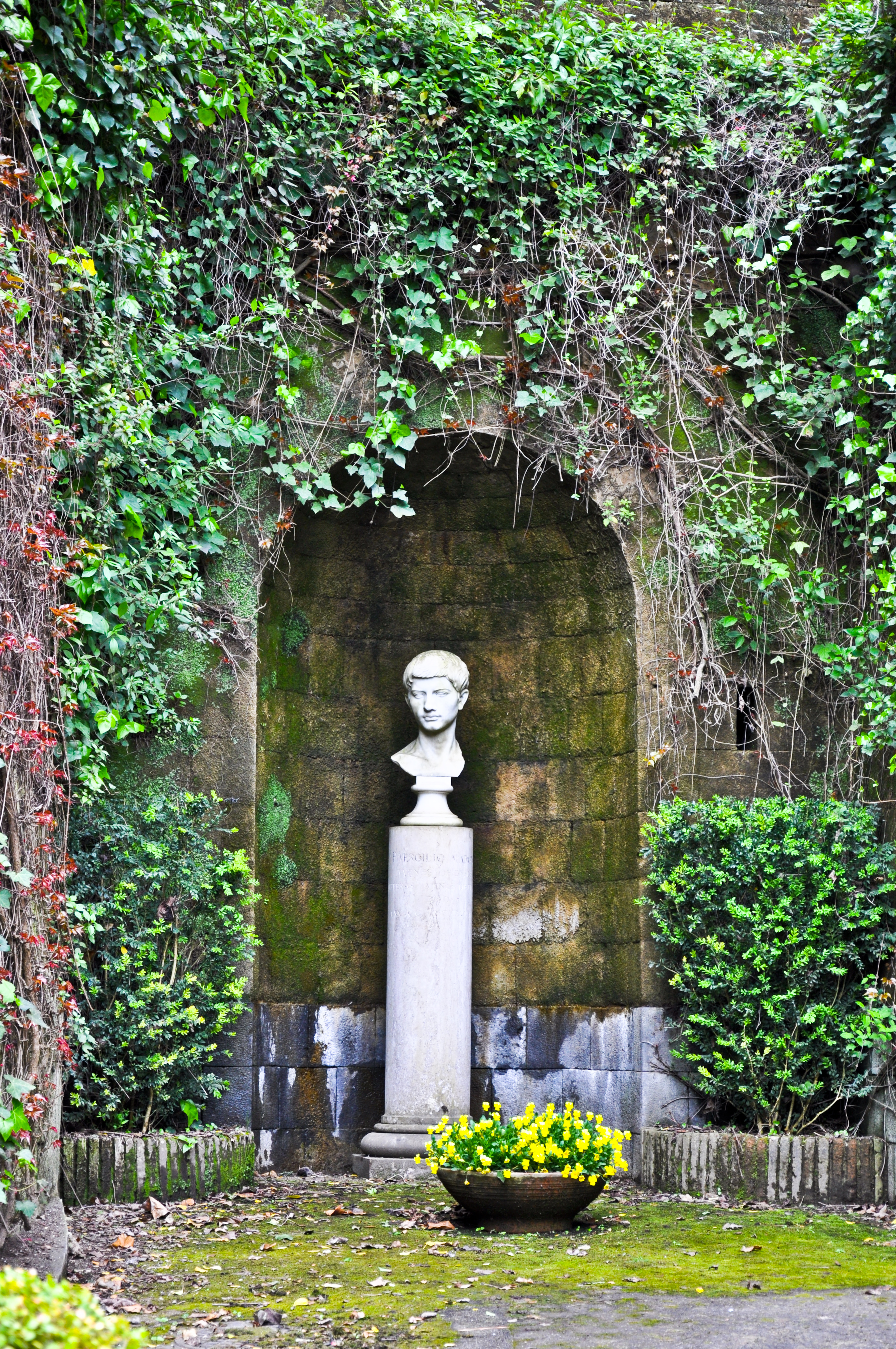
Busto di Virgilio nei pressi della Tomba del poeta a Piedigrotta.

La Crypta Neapolitana svolse un ruolo significativo non solo nella vita concreta, ma anche nell'immaginario napoletano.
La tradizione vuole che la galleria sia stata realizzata da Virgilio in una sola notte, con il ricorso alla sua potente arte magica. La leggenda doveva essere molto radicata, tanto che Roberto d'Angiò, scherzando, sottopose la questione al Petrarca durante un suo viaggio a Napoli, e questi rispose, scherzando a sua volta: "Non mi è mai capitato di leggere che Virgilio fosse un tagliapietre." Probabilmente la leggenda fu alimentata dal fatto che nel medioevo fosse stato attribuito a Virgilio il ruolo di mago e che nei pressi dell'ingresso orientale ci fosse un colombario della prima età imperiale, identificato ancora oggi dalla tradizione come la tomba di Virgilio.
In realtà, come ci narra Strabone, fu realizzata nel I secolo a.C. da Lucio Cocceio Aucto, ingegnere originario forse della zona flegrea, per volere di Marco Vipsanio Agrippa, come parte di una rete di infrastrutture militari comprendenti anche il Portus Iulius e altre gallerie simili (le cosiddette Grotta di Cocceio e Crypta Romana). Anche questo fatto storico alimentò una leggenda, secondo la quale Cocceio avrebbe utilizzato centomila uomini per scavare la galleria in soli quindici giorni.
La grotta nacque per soddisfare scopi militari, quando, nel periodo delle guerre civili, la zona flegrea assunse grande importanza strategica ed era necessaria una linea di comunicazione diretta fra Neapolis e Puteoli, ma a  differenza delle altre gallerie flegree, che al termine della guerra tolemaica persero di importanza strategica e caddero progressivamente in disuso, la Crypta Neapolitana continuò ad essere utilizzata come infrastruttura civile di collegamento. Tuttavia, come risulta da una testimonianza di Seneca, era angusta, buia, polverosa e opprimente. Per questo, se è vero che si continuò ad utilizzarla per secoli, è altrettanto vero che si cercò di ampliarla e migliorarla.
Nel 1455 il re di Napoli Alfonso V d'Aragona, per rendere meno ripido il pendio d'accesso da Mergellina, fece abbassare il piano di calpestio di undici metri dalla parte orientale e di un paio di metri dalla parte occidentale; nel 1548 il viceré don Pedro di Toledo la fece allargare e pavimentare; nel 1748 fu necessario un consolidamento, fatto eseguire da Carlo di Borbone; nei primi anni dell'Ottocento, Giuseppe Bonaparte ordinò un ulteriore consolidamento e dotò la galleria di un sistema di illuminazione con lampade ad olio, che fecero scrivere ad Alexandre Dumas (padre):
La galleria restò in uso fino alla fine dell'Ottocento, quando fu chiusa per problemi di statica, ma dopo che era già entrata in esercizio la nuova Galleria delle Quattro Giornate.

## Culti e tradizioni

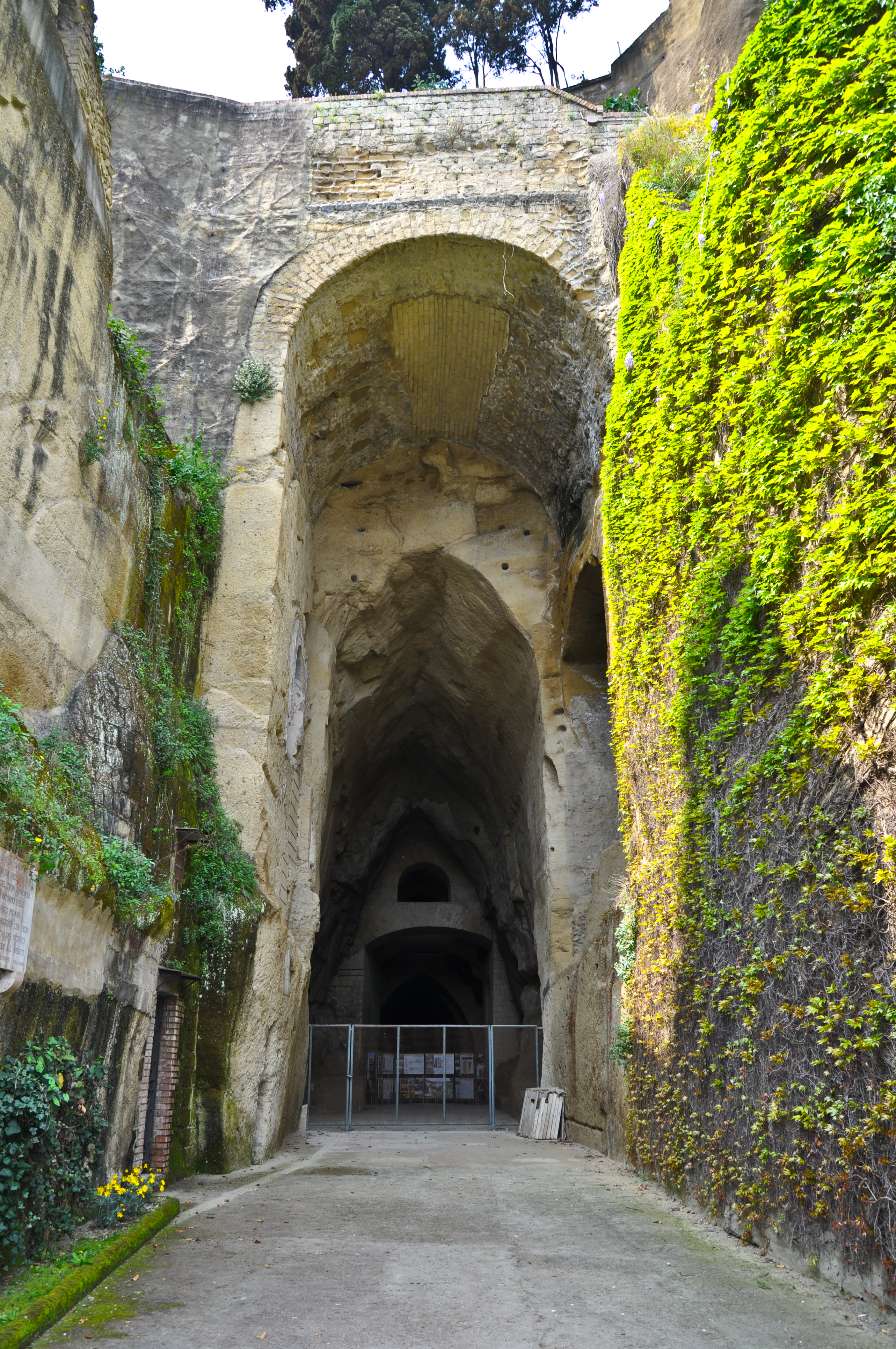
L'ingresso alla crypta

La Crypta Neapolitana ha senz'altro influenzato la cultura e le tradizioni di Napoli.
Alla relazione con la galleria si deve l'origine del nome di due quartieri di Napoli: Piedigrotta, al di qua e ai piedi della grotta (il cui ingresso orientale prima dell'intervento di Alfonso V d'Aragona si trovava diversi metri al di sopra del livello stradale), e Fuorigrotta, al di là della grotta.
La galleria di Posillipo tuttavia non ha influito soltanto sull'urbanistica e la toponomastica; odiata da Seneca e ammirata da Strabone, dissacrata da Petronio e canzonata da Petrarca, amata da Goethe e temuta da Dumas, guardata con un misto di meraviglia e timore dal popolo, la crypta ha avuto un ruolo di spicco nelle credenze, nei riti e nel folclore della città.
Imponente opera di ingegneria, sicuramente un traguardo di eccellenza per le conoscenza tecniche dell'epoca in cui fu costruita, la galleria continuò a stupire e meravigliare anche nei secoli successivi, come testimoniano le leggende tramandate sulla sua costruzione; per quanto artificiale, la crypta attingeva ed attinge anche alla forte valenza simbolica della caverna, simbolo materno e uterino, del passaggio tra la morte e la vita, tra la luce e il buio.
Secondo Petronio, la crypta nel I secolo era consacrata a Priapo, dio della fertilità, in onore del quale vi si celebravano nottetempo cerimonie misteriche e riti orgiastici; pare anche che in età magno-greca, nella crypta si celebrassero feste in onore di Afrodite, durante le quali vergini e spose infeconde partecipavano a oscene pratiche propiziatorie.

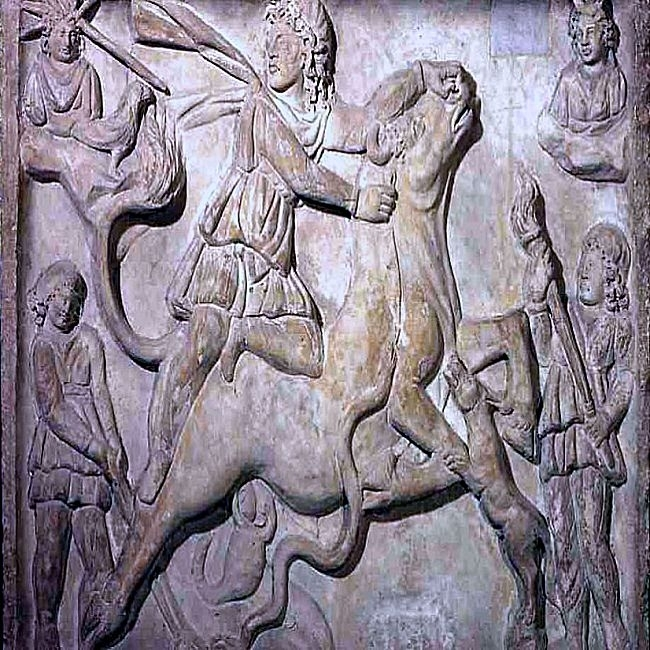
Mitra Tauroctono tra il sole e la luna, rilievo trovato a Capri presso la Grotta di Matromania.

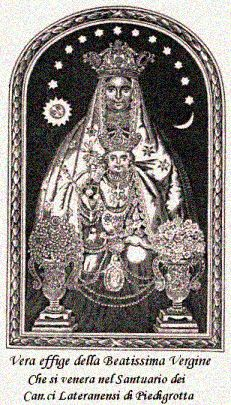
Vecchio santino della Madonna del Santuario di Piedigrotta.

Se la testimonianza di Petronio non ha altri riscontri, durante i lavori eseguiti sotto la dominazione spagnola fu ritrovato un bassorilievo rappresentante Mitra Tauroctono tra il sole e la luna, datato intorno al III-IV secolo, attualmente conservato al Museo archeologico nazionale di Napoli; tale ritrovamento lascia supporre che la crypta fosse utilizzata come mitreo, ove si celebravano riti in onore di Mitra e della divinità sincretica Apollo-Helios-Sol Invictus. Come fonte di purificazione, prescritta dal culto, nei pressi della crypta erano presenti pozzi e balnea e, per di più, parallelamente alla galleria carrabile correva una seconda galleria, con una sezione di un paio di metri quadrati, che portava l'acqua dall'acquedotto del Serino alle installazioni militari flegree, fino alla piscina mirabilis di Miseno. La galleria poi è orientata in modo tale che in occasione degli equinozi il sole fosse perfettamente allineato tra i due ingressi al tramonto, così che in quei momenti la galleria, nella quale solitamente regnava un buio profondo, risplendesse invasa dalla luce naturale.
Questo fenomeno aumentò il mistero e il carattere ambivalente del tunnel, per cui si riteneva che una sorta di maleficio si abbattesse su chi provasse ad attraversarlo da solo di notte, ma allo stesso tempo compiere l'attraversamento ed uscirne indenni era ritenuto un presagio fausto. A queste credenze si aggiunse presto l'aura di magia e mistero connessa alla figura di Virgilio, che secondo la tradizione era sepolto nei pressi dell'ingresso orientale, e che in età medioevale aveva fama di mago ed era protagonista di un ampio corpus di leggende esoteriche, tra cui quella riguardante la realizzazione della crypta stessa e quella riguardante la costruzione del Castel dell'Ovo.
Ben presto i riti misterici legati al culto di Mitra furono sostituiti dai riti del Cristianesimo, ma gli elementi archetipici e il simbolismo non mutarono. Nel Trecento i registri angioini nonché testimonianze di Petrarca riferiscono del culto della Madonna Odigitria, una cui icona si conserva ancora oggi affrescata nella crypta, in una cappella rupestre costruita sui resti del sacello di Priapo, che diventò oggetto di una straordinaria devozione popolare, fino alla costruzione della chiesa di Santa Maria di Piedigrotta proprio davanti all'ingresso della crypta.
In particolare Boccaccio, in una lettera del 1339, parla di una "donna di pederocto"; secondo l'interpretazione comune si riferiva alla Madonna venerata ai piedi della grotta, ma alcuni interpretano il nome come collegato al simbolismo del piede, legato al parto e ai passaggi dentro-fuori, morte-vita. Diversi elementi fanno propendere per quest'ipotesi. Ad esempio il fatto che il colombario ospitante i resti di Virgilio sembrasse un piede, e fosse chiamato "scarpa al monte"; oppure l'esistenza di un talismano a forma di pianella, "lo scarpunciello d''a Madonna", che secondo le credenze popolari aveva un potere propiziatorio per le partorienti, le quali, per tradizione, dovevano recarsi presso la chiesa della Madonna di Piedigrotta così come in età imperiale le giovani spose si recavano nella crypta. Sembra che addirittura l'antica favola della Gatta Cenerentola, riportata da Giambattista Basile e alla base della più recente favola di Cenerentola di Charles Perrault, con la scarpetta, il piede e tutto il resto, sia in qualche modo collegata alla Madonna di Piedigrotta e alle credenze e ai riti della Crypta Neapolitana.
Tutte le credenze e i riti sorti dentro e intorno alla Crypta Neapolitana sono alla base di quella che conosciamo oggi come la Festa di Piedigrotta.